# Wasserstraßen- und Schifffahrtsamt Schweinfurt

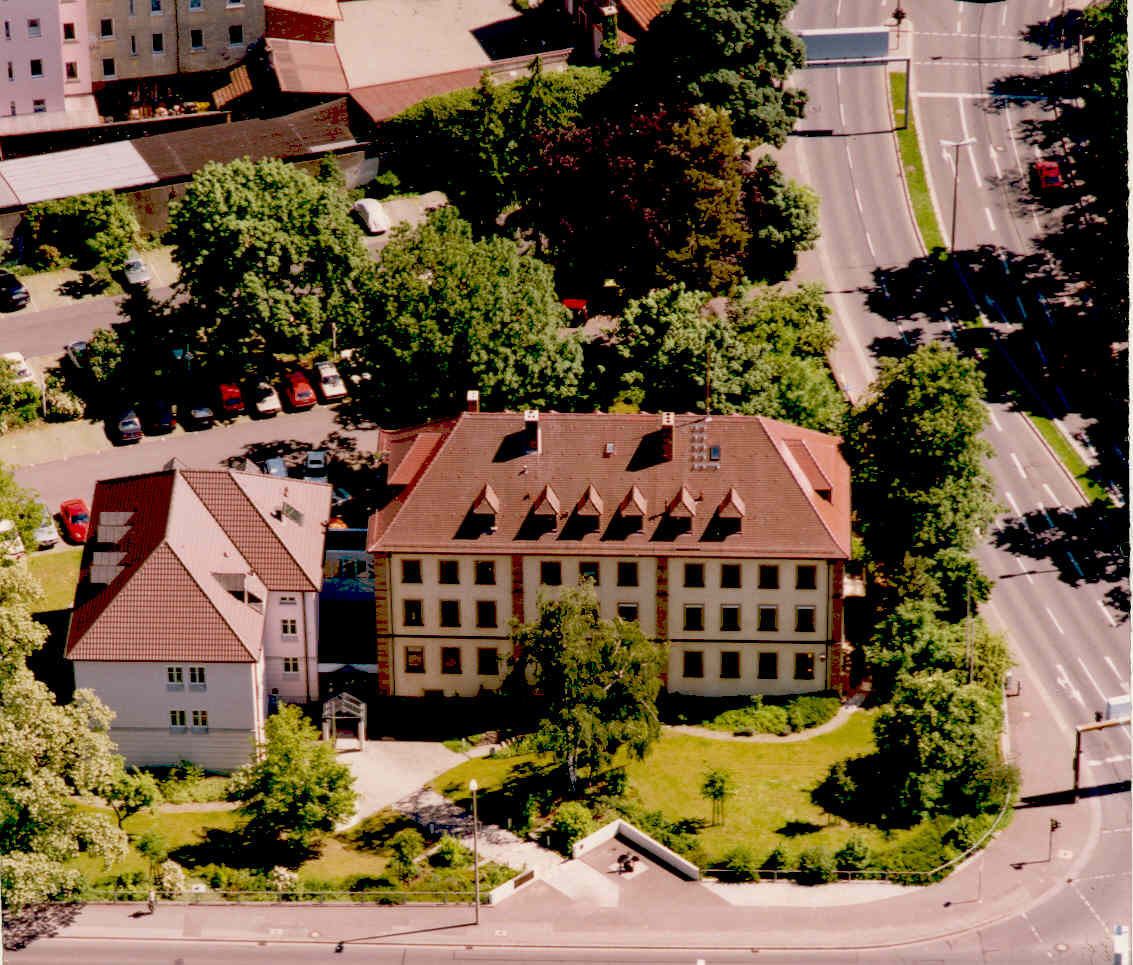
Dienstsitz des WSA Schweinfurt

Das Wasserstraßen- und Schifffahrtsamt Schweinfurt (WSA Schweinfurt) war ein Wasserstraßen- und Schifffahrtsamt in Deutschland. Es gehörte zum Dienstbereich der Generaldirektion Wasserstraßen und Schifffahrt, vormals Wasser- und Schifffahrtsdirektion Süd. Durch die Zusammenlegung mit dem
Wasserstraßen- und Schifffahrtsamt Aschaffenburg ging es am 12. April 2021 im neuen Wasserstraßen- und Schifffahrtsamt Main auf.

## Zuständigkeit
Das Wasserstraßen- und Schifffahrtsamt Schweinfurt stellte der Binnenschifffahrt die Bundeswasserstraße Main zur Verfügung. Regional war das WSA Schweinfurt für über 200 Kilometer im Bereich von Rothenfels bis Viereth zuständiger Vertreter des Bundesministeriums für Verkehr und digitale Infrastruktur (BMVI). Die über 370 Mitarbeiter verteilten sich auf vier Außenbezirke (Gemünden, Marktbreit, Volkach, Haßfurt) mit 19 Schleusen, den Bauhof Würzburg und das Amt Schweinfurt mit seinen drei Sachbereichen.

## Die gesetzlichen Grundlagen
Die Bundesrepublik Deutschland ist gemäß Art. 89 Abs. 1 Grundgesetz Eigentümerin der Bundeswasserstraßen, die sie durch eigene Behörden – die Wasserstraßen- und Schifffahrtsverwaltung des Bundes – verwaltet. Die Tätigkeit der Verwaltung richtet sich im Einzelnen nach dem Bundeswasserstraßengesetz, dem Binnenschifffahrtsaufgabengesetz sowie dem Seeaufgabengesetz.

## Aufgabenbereich
- Unterhaltung des Mains (Erhaltung eines ordnungsgemäßen Zustandes für den Wasserabfluss und Erhaltung der Schiffbarkeit)
- Betrieb der bundeseigenen Schifffahrtsanlagen (z. B. Schleusen)
- Strompolizei – Gefahrenabwehr zur Erhaltung der Bundeswasserstraßen in einem für die Schifffahrt erforderlichen Zustand
- Betreiben der Schifffahrtszeichen
- Wasserstands- und Hochwassermeldedienst
- Eisbekämpfung
- Baumschau
- Uferinstandsetzung
- Bauwerksinspektion
- Kontrolle des Gewässerbettes
- Überwachung der Nutzungsverträge
- Werkstattbezogene Unterhaltungsmaßnahmen
- Aufrechterhaltung der Betriebsbereitschaft der Schleusen, Wehre, Wasserfahrzeuge
- Tauchereinsatzplanung

## Zahlen, Daten, Fakten
- Streckenlänge: 202 km von Rothenfels (Main-km 185,200) bis Viereth (Main-km 387,690)
- Staustufen: 19, Fallhöhe der Schleusen zwischen 2,75 m (Schleuse Würzburg) und 7,60 m (Schleuse Ottendorf)
- Gesamthöhendifferenz: 89 m
- Schleusenabmessungen: Länge 300 m, Breite 12 m
- Zugelassene Schiffe: Einzelfahrer und Schubverbände bis 190 m Länge und 11,45 m Breite
- Güterbeförderung pro Schleuse: im Durchschnitt ca. 6,6 Millionen Tonnen jährlich
- Anzahl der Schiffe pro Schleuse: im Durchschnitt ca. 7.500 Stück jährlich

## Kleinfahrzeugkennzeichen
Den Kleinfahrzeugen im Bereich des Wasserstraßen- und Schifffahrtsamtes Schweinfurt wurden Kleinfahrzeugkennzeichen mit der Kennung SW zugewiesen.